# NGC 1834
NGC 1834 (другое обозначение — ESO 56-SC60) — рассеянное скопление в созвездии Золотой Рыбы, расположенное в Большом Магеллановом Облаке. Открыто Джоном Гершелем в 1836 году. Описание Дрейера: «яркий, очень маленький, немного вытянутый, планетоподобный объект». 
Возраст скопления составляет 48 миллионов лет. Для звёзд тусклее 18,5m наблюдается расхождение теоретически предсказанного положения главной последовательности и реального.
Этот объект входит в число перечисленных в оригинальной редакции «Нового общего каталога».